# Arnold van Loon
Arnoldus (Arnold) van Loon (Amsterdam, 19 juni 1861 - 14 december 1939) was de voorlaatste heer van Vlierden.
Arnold van Loon woonde voor de eeuwwisseling als kostganger te Helmond, waar hij naar verluidt fabrikant zou zijn geweest. Daarna moet hij naar Nederlands-Indië zijn verhuisd, waar hij huwde met Lucy Mac Gillavry (geboren te Semarang in 1866). In 1892 werd hun zoon Carel te Semarang geboren.
Van Loon verwierf de titel heer van Vlierden door het kopen van het jachtrecht te Vlierden, vermoedelijk in 1907 of 1908 van de nazaten van Alphons Sassen van Vlierden. Hij maakte hiervan actief gebruik en was tevens verantwoordelijk voor de nodige ontginning van woeste grond. In 1913 kwam hij vanuit de Jan van Nassaustraat in Den Haag in het nabij Vlierden gelegen Deurne wonen. Hij betrok daar met zijn echtgenote de villa Sonneweelde op het adres A 454c Station, de huidige Stationslaan. Hij was een van de eerste inwoners van Deurne met een auto en een telefoonaansluiting. De auto stelde hij tijdens de epidemie van de Spaanse griep ter beschikking aan de gemeente. Hij handelde actief in percelen grond en trad daarnaast op als bewindvoerder voor de moeder van Hub van Doorne in 1916, toen die in een inrichting verbleef.
In 1921 trouwde zijn zoon Carel, woonachtig te York als scheikundig ingenieur, te Deurne met zijn Amsterdamse bruid Johanna Hemmers. In datzelfde jaar vertrok vader Arnold naar Nederlands-Indië en verkocht het jachtrecht aan Frans Smulders, wonend op de Carnegielaan 5 te Den Haag. Tevens verkocht hij al zijn roerende en onroerende goederen tijdens openbare veilingen vanaf 11 februari van dat jaar. Zijn villa aan de Stationslaan werd gekocht door de ouders van Anna Terruwe, die daar tot haar dood in 2004 zou blijven wonen.